# Pela (España)
Pela es una aldea española situada en la parroquia de Villantime, del municipio de Arzúa, en la provincia de La Coruña, Galicia.

## Demografía
| Gráfica de evolución demográfica de Pela entre 2000 y 2024 |
|                                                            |
| Datos según el nomenclátor publicado por el INE.           |